# Pačejov-nádraží
Pačejov-nádraží je vesnice, část obce Pačejov v okrese Klatovy v Plzeňském kraji. Nachází se asi dva kilometry severozápadně od Pačejova. Pačejov-nádraží leží v katastrálním území Pačejov o výměře 6,67 km². Vsí prochází silnice II/186 a železniční trať Plzeň – České Budějovice, na které je zde zřízena stanice Pačejov.

## Historie
Pačejov-nádraží vznikl k 1. červenci 2000 jako část obce Pačejov v okrese Klatovy.

## Obyvatelstvo
| Rok            | 1869 | 1880 | 1890 | 1900 | 1910 | 1921 | 1930 | 1950 | 1961 | 1970 | 1980 | 1991 | 2001 | 2011 | 2021 |
| -------------- | ---- | ---- | ---- | ---- | ---- | ---- | ---- | ---- | ---- | ---- | ---- | ---- | ---- | ---- | ---- |
| Počet obyvatel | 0    | 0    | 57   | 94   | 114  | 0    | 119  | 0    | 0    | 343  | 363  | 368  | 415  | 423  | 347  |
| Počet domů     | 0    | 0    | 5    | 8    | 7    | 7    | 8    | 0    | 0    | 67   | 83   | 99   | 107  | 117  | 117  |

## Galerie

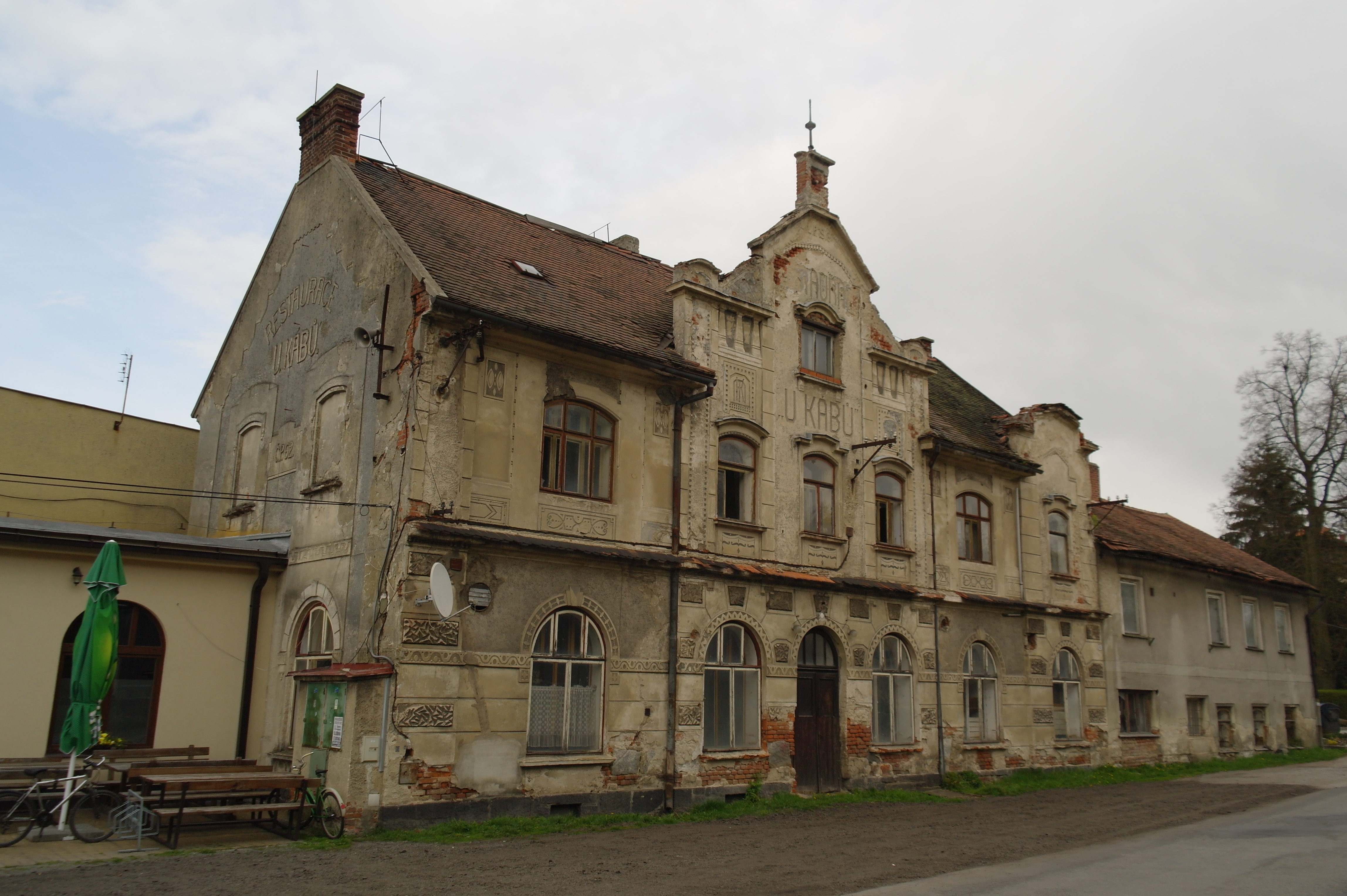
Historická budova Restaurace u Kábů
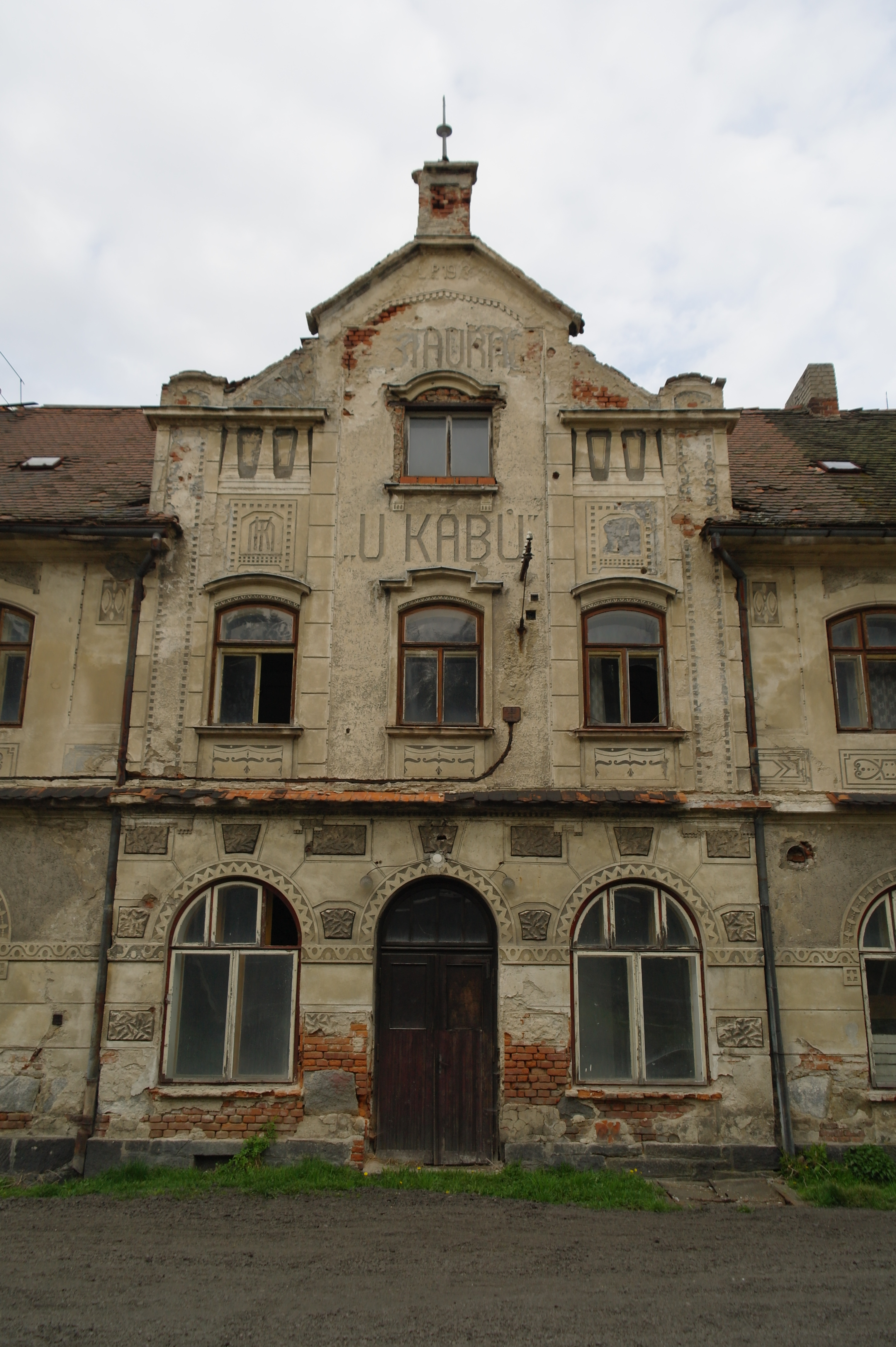
Průčelí Restaurace u Kábů
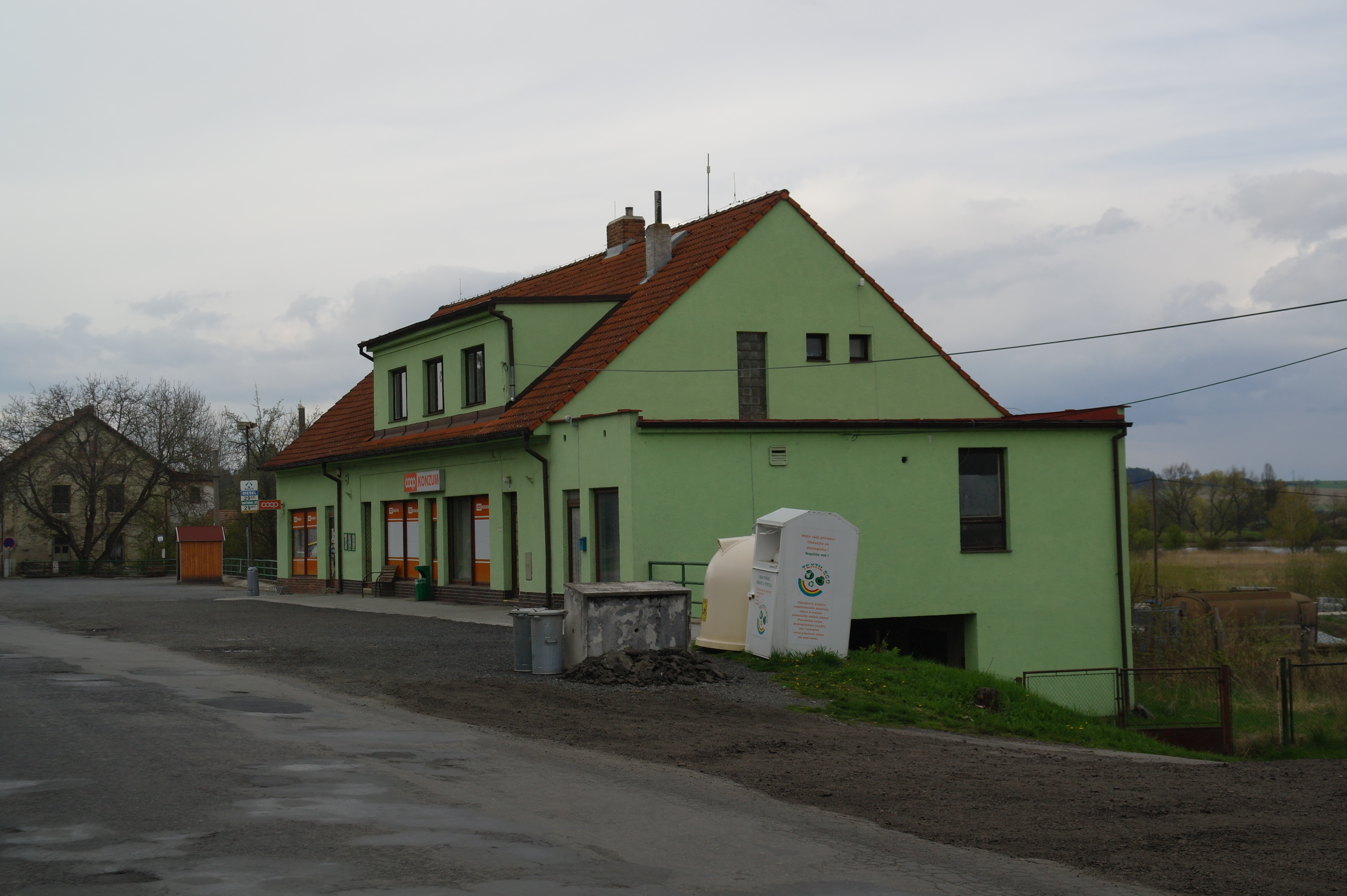
Místní obchod